# Walter Beerli
Walter Beerli (23 de julho de 1928) é um ex-futebolista suíço que atuava como atacante.

## Carreira
Walter Beerli fez parte do elenco da Seleção Suíça de Futebol, na Copa do Mundo de 1950 no Brasil.